# Holcopneustes
Holcopneustes is een geslacht van uitgestorven zee-egels uit de familie Prenasteridae.

## Soorten
- Holcopneustes narindensis Lambert, 1933 †
- Holcopneustes obtritus Lambert, 1933 †
- Holcopneustes pomeyroli Jeannet, 1952 †